# San-Martino-di-Lota
San-Martino-di-Lota település Franciaországban, Haute-Corse megyében. Lakosainak száma 2996 fő (2022. január 1.). San-Martino-di-Lota Santa-Maria-di-Lota, Ville-di-Pietrabugno és Farinole községekkel határos.

## Népesség
A település népessége az elmúlt években az alábbi módon változott:
| Lakosok száma | 1649 | 2183 | 2466 | 2702 | 2941 | 2911 | 2901 | 2913 | 2920 | 2996 |
|               | 1968 | 1982 | 1990 | 2006 | 2013 | 2015 | 2017 | 2019 | 2020 | 2022 |